# Saran (Yaba)
Pour les articles homonymes, voir Saran (homonymie).
Saran est une commune située dans le département de Yaba de la province du Nayala au Burkina Faso.

## Géographie
Le village est traversé par la route nationale 21.

## Santé et éducation
Le centre de soins le plus proche de Saran est le centre de santé et de promotion sociale (CSPS) de Yaba tandis que le centre médical avec antenne chirurgicale (CMA) se trouve à Toma.